# Menophra pseudosagarraria
Menophra pseudosagarraria är en fjärilsart som beskrevs av Bytinsky-salz 1937. Menophra pseudosagarraria ingår i släktet Menophra och familjen mätare. Inga underarter finns listade i Catalogue of Life.